# Havsjön, Västergötland
Havsjön är en sjö i Borås kommun i Västergötland och ingår i Viskans huvudavrinningsområde. Sjön är 9,7 meter djup, har en yta på 0,0888 kvadratkilometer och är belägen 152,2 meter över havet. Vid provfiske har abborre och mört fångats i sjön.

## Delavrinningsområde
Havsjön ingår i det delavrinningsområde (638617-131962) som SMHI kallar för Ovan Sävsjöbäcken. Medelhöjden är 125 meter över havet och ytan är 55,7 kvadratkilometer. Räknas de 12 avrinningsområdena uppströms in blir den ackumulerade arean 270,77 kvadratkilometer. Häggån som avvattnar avrinningsområdet har biflödesordning 2, vilket innebär att vattnet flödar genom totalt 2 vattendrag innan det når havet efter 68 kilometer. Avrinningsområdet består mestadels av skog (76 procent). Avrinningsområdet har 0,14 kvadratkilometer vattenytor vilket ger det en sjöprocent på 0,2 procent. Bebyggelsen i området täcker en yta av 3,26 kvadratkilometer eller 6 procent av avrinningsområdet.